# Sima Xiangru
Sima Xiangru (chinesisch 司馬相如 / 司马相如, Pinyin Sīmǎ Xiāngrú, W.-G. Ssuma Hsiangju; * 179 v. Chr.; † 117 v. Chr., Großjährigkeitsname Chángqīng 長卿 / 长卿,  Changch'ing) war ein chinesischer Dichter und Beamter der Han-Dynastie.
Er diente erst am Hof des Kaisers Jing der Han, gab sein Amt aber schnell auf. Am Hofe des Bruders Kaiser Jings, des Königs Xiao von Liang, wurde Sima Xiangru gefördert und anerkannt. Nach dessen Tod erregte er die Aufmerksamkeit Han Wudis mit dem Fu-Gedicht 'Zixu Fu' (Fu-Gedicht von Meister Leer) und erlangte erneut eine Beamtenstelle. Er blieb am Hof des Han Wudi bis kurz vor seinem Tod. Das überlieferte Werk Sima Xiangrus umfasst zwar nur sechs Gedichte, jedoch gilt er als bedeutendster und wortmächtigster Fu-Dichter des chinesischen Altertums.
Neben seiner dichterischen Tätigkeit ist er für seine Liebe zum chinesischen Schnaps und für seine romantische Flucht mit der Dichterin Zhuo Wenjun bekannt. Simas berühmtestes Werk ist die „Ode an das weite Tor“, das er im Auftrag einer ehemaligen Kaiserin in dichterischer Prosa (Fu) verfasste. Daneben war er auch als Qin-Spieler bekannt.
„Ein Blick – und ganze Städte fallen, ein zweiter Blick – und Reiche stürzen ein.“